# Olho turco

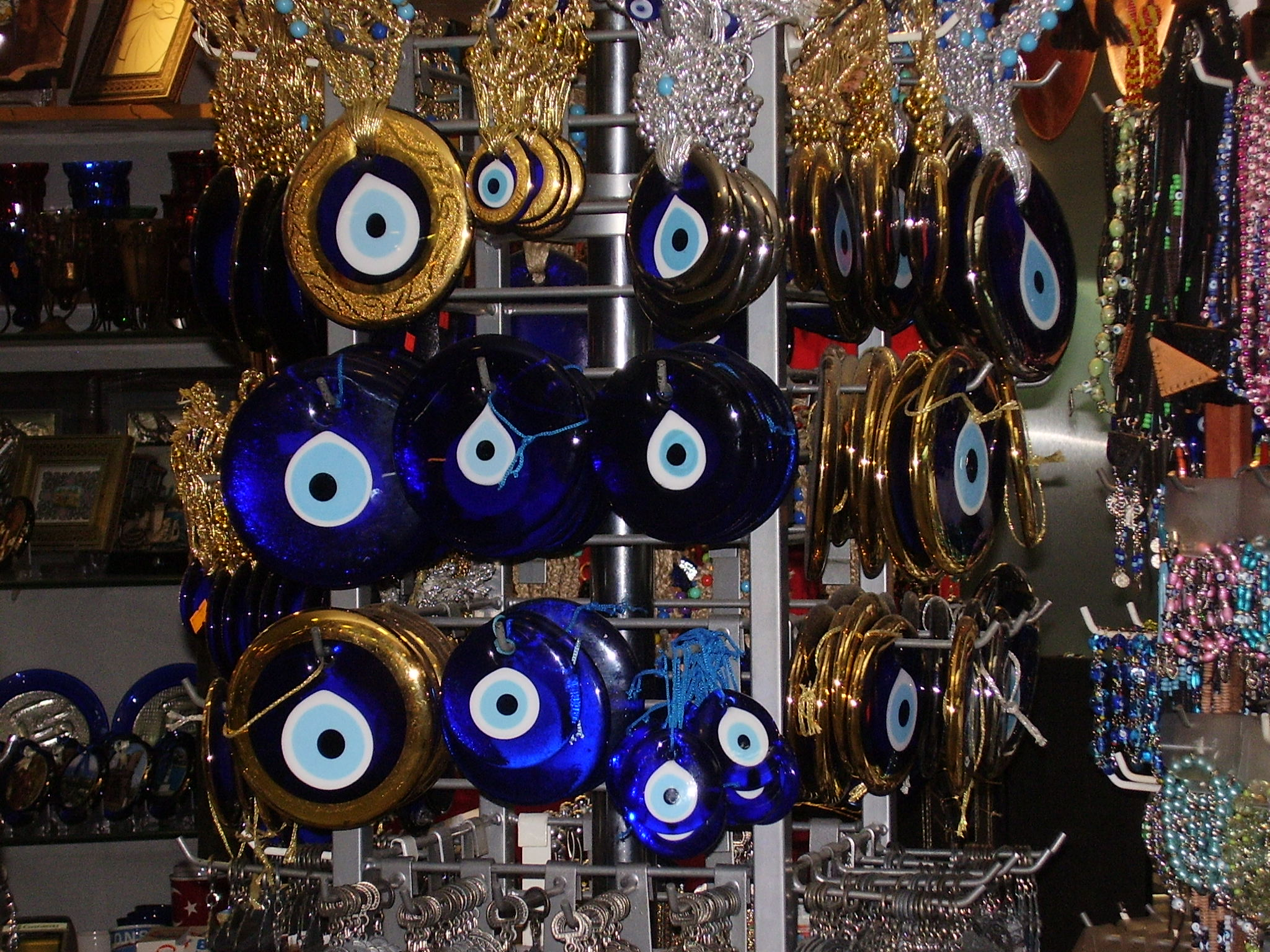
Olhos turcos

Nazar ou Pedra contra o mau-olhado, também chamada "olho grego" ou "olho turco" (em turco: nazar boncuğu) é um amuleto que se destina a proteger contra o mau-olhado, sendo mais comum na Turquia, onde é onipresente em escritórios e residências, em joias (inclusive para bebês), em veículos, portas, cavalos e até telefones celulares.
É geralmente visto no formato de gota aplainada ou como um ornamento de vidro pendurado, feito à mão e colorido, e é usado como um colar ou uma pulseira, ou ligados aos tornozelos. Geralmente consiste de círculos concêntricos ou formas de gotas - de dentro para fora: azul escuro (ou preto), azul claro, branco e azul escuro (ocasionalmente com um círculo  de bordas amarelas/douradas) - e por vezes referido como o olho azul.

## Outros usos

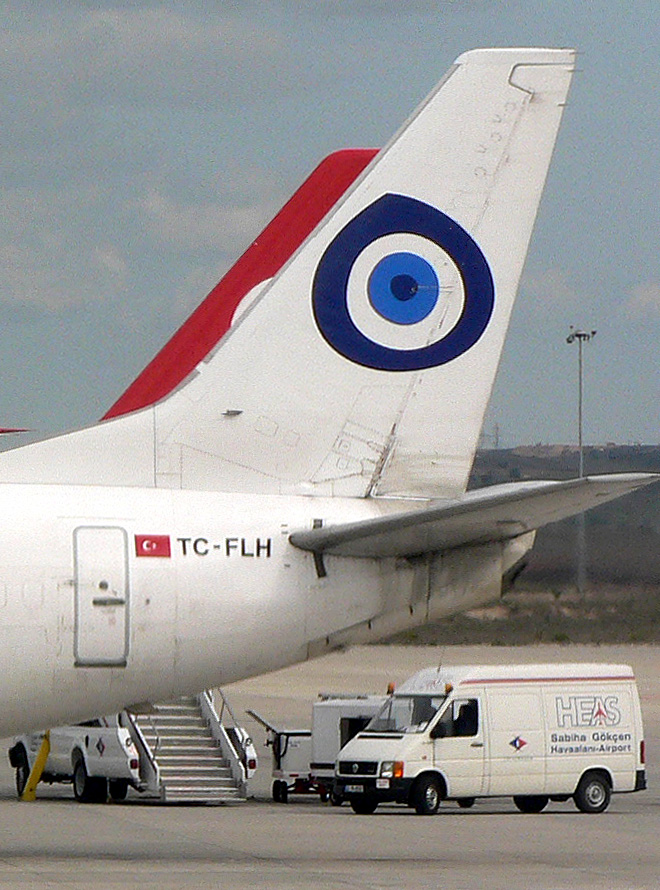
Representação do olho-turco num avião.

A mesma imagem foi usada como símbolo na fila de aviões pertencentes à companhia aérea privada turca Fly Air. É utilizado também no logotipo para CryEngine 3, um motor de jogo desenvolvido pela Crytek, uma empresa de jogos de vídeo fundada por três irmãos turcos.

## Na cultura popular
O olho turco foi popularizado no Brasil durante a exibição da telenovela "Salve Jorge", da TV Globo, entre 2012 e 2013, ambientada na Turquia.